# 花月 (法国共和历)
花月是法国共和曆的第八个月。它一般（对于某些年份有一两天的差异）对应于格里高利历的4月20日至5月19日，同时它也大致涵盖了太阳穿越黄道十二宫金牛座的时期。花月的前一個月是芽月，下一個月是牧月。

## 花月每日的名稱表
1. 玫瑰日
2. 橡树日
3. 蕨日
4. 山楂日
5. 夜莺日
6. 搂斗菜日
7. 铃兰日
8. 蘑菇日
9. 风信子日
10. 耙日
11. 大黄日
12. 黄芪日
13. 蒲草日
14. 棕榈日
15. 蚕日
16. 聚合草日
17. 地榆日
18. 荠菜日
19. 滨藜日
20. 锄日
21. 补血草日
22. 贝母日
23. 琉璃生菜日
24. 缬草日
25. 鲤鱼日
26. 卫矛日
27. 葱日
28. 牵牛花日
29. 芥菜日
30. 铲日